# Katholische Pfarrkirche Bad Vöslau

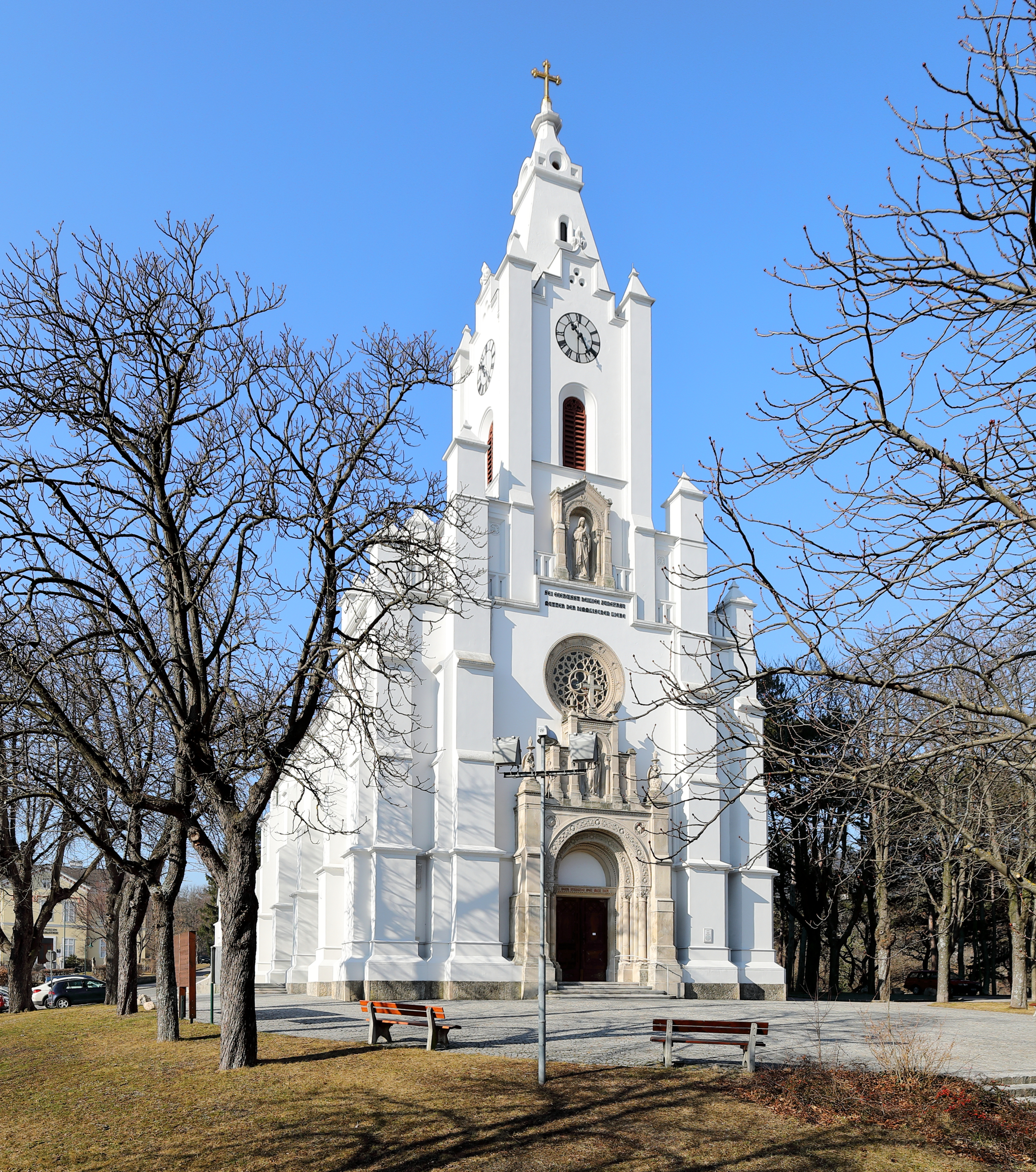
Katholische Pfarrkirche hl. Jakobus der Ältere in Bad Vöslau

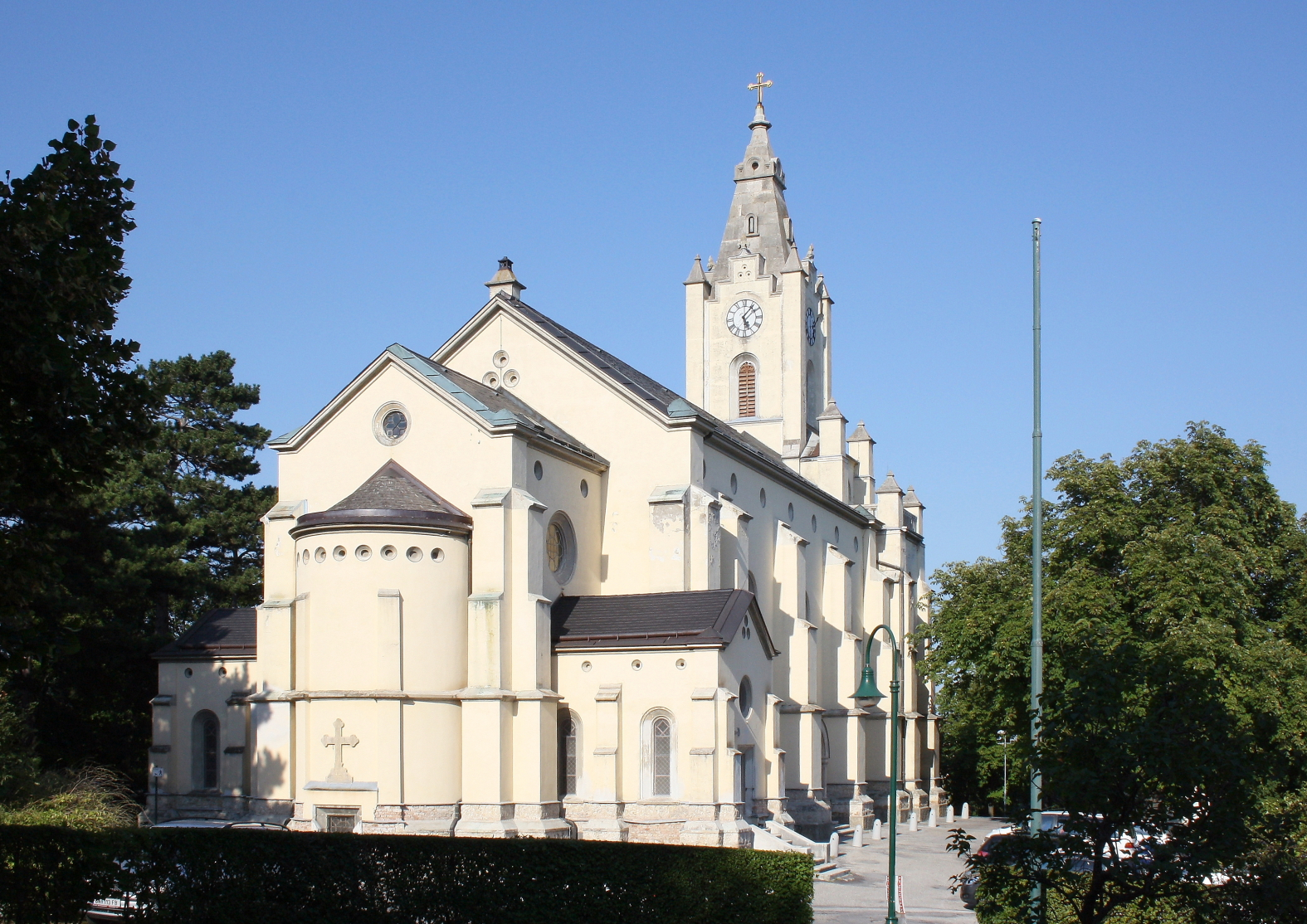
Westsüdwestansicht der Pfarrkirche

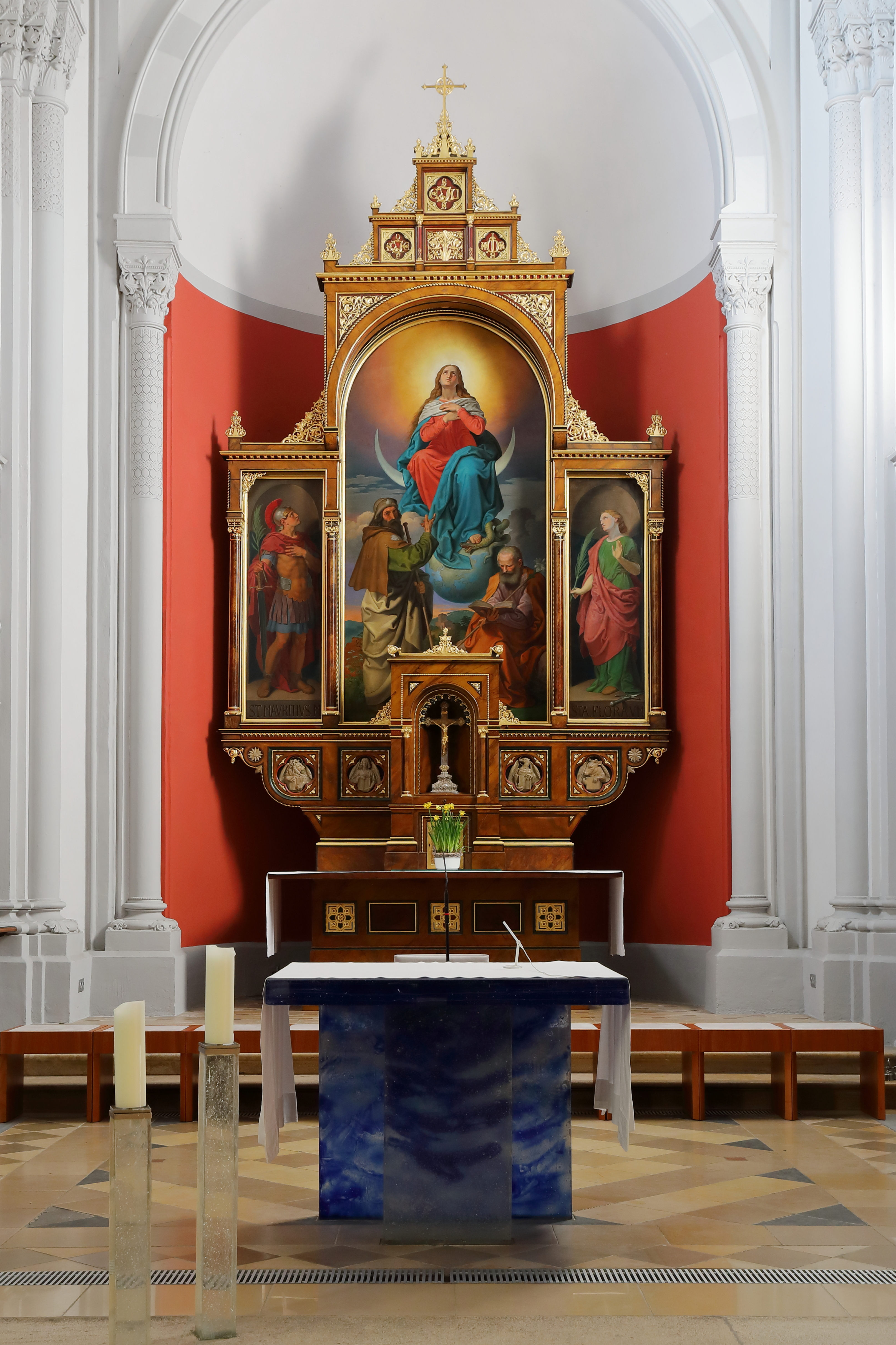
Hochaltar mit Altarblätter von Joseph von Führich

Die Pfarrkirche Bad Vöslau steht etwas erhöht im Kirchenplatz in der Stadt Bad Vöslau im Bezirk Baden in Niederösterreich. Die dem Patrozinium hl. Jakobus der Ältere unterstellte römisch-katholische Pfarrkirche – dem Stift Melk inkorporiert – gehört zum Dekanat Baden in der Erzdiözese Wien. Die Kirche steht unter Denkmalschutz (Listeneintrag).

## Geschichte
Die Pfarre gehörte mit der Kirche in der Burg anfangs zu Traiskirchen und seit 1312 zu Gainfarn. Nach 1845 entstand eine Vergrößerung des Ortes durch die Sommerfrische und den Zuzug von Fabriksarbeitern, was die Notwendigkeit für eine eigene Pfarrkirche ergab. Die nach Westen orientierte Kirche wurde von 1860 bis 1870 erbaut. 1869 zur Pfarrkirche erhoben, wurde die Kirche dem Stift Melk inkorporiert.
Die Saalkirche mit dominanter Osturmfassade im romanisierenden Rundbogenstil am Übergang zum strengen Historismus wurde von 1860 bis 1870 nach Plänen des Architekten Franz Sitte errichtet. Die vom Grafen Moritz II. von Fries (1804–1887) gestiftete Kirche ist das Hauptwerk des Architekten und ist der bedeutendste Sakralbau der Zeit im südlichen Niederösterreich.

## Architektur
Das dreijochige Langhaus unter einem Satteldach hat mehrfach abgetreppte wuchtige Strebepfeiler und schmale hohe Rundbogenfenster mit abgeschrägten Laibungen auf einem umlaufenden kräftigen verkröpften Sohlbankgesims, welches auch die mittlere Abtreppung der Strebepfeiler akzentuiert und den Großteil des Kirchenbaus umläuft. Der beinahe quadratische Chor mit einer Rundapsis hat flankierende Strebepfeiler. Die niedrigen Anbauten seitlich am Chor beinhalten im Norden das herrschaftliche Oratorium und im Süden die Sakristei. Die mächtige repräsentative Ostturmanlage mit einem dominanten Mittelteil zwischen hohen Strebepfeilern und schmalen Flanken ist breiter als das Langhaus. Alle Pfeiler und Strebepfeiler der Ostturmanlage wurden mit gedrungenen Türmchen und gemauerten Pyramidenhelmen bekrönt. Das Hauptportal, gestaffelt wie die Turmfassade, hat ein reich und kleinteilig ornamentiertes Säulenportal mit Rundbögen und einem blanken Tympanon mit Eckpfeilern mit leuchtertragenden Engeln. Die Skulpturen der Portalzone Jakobus der Ältere über dem Portal, Maria Immaculata im 1. Turmgeschoß, schuf der Bildhauer Franz Erler. Das Südportal ist reich ornamentiert mit kräftigen Halbkreisbogen über quadratischen Pfeilern und eingestellten Säulchen.

## Einrichtung
Der Hochaltar wurde nach einem Entwurf des Architekten Franz Sitte gefertigt. Die Altarblätter in dem dreiteiligen Retabel wurden 1869/70 von Joseph von Führich gemalt. Das Hauptbild stellt die hl. Maria Immaculata auf der Mondsichel mit den hll. Jakobus d. Ä. und Josef dar und die Seitenbildern die hll. Mauritius und Flora.
Die Orgel wurde 1870 von der Orgelbau Ullmann gefertigt. 1919 ergänzte man wieder die Zinnpfeifen, die im Zuge der Metallspende 1917 abgeliefert wurden. 1939 wurde die Orgel mit einem elektrischen Gebläse ausgerüstet und von 1965 bis 1969 fand in Etappen ein Umbau und eine Erweiterung der Orgel durch Josef Mertin statt. Ab 2016 wurde durch Orgelbau Pieringer ein neues Orgelwerk mit 930 Pfeifen in das historische Gehäuse eingebaut und im November 2018 feierlich geweiht.